# Toni Harper
Toni Harper (verh. Toni Harper-Dunlap, * 8. Juni 1937 in Los Angeles; † 10. Februar 2023 in Palm Desert, Kalifornien) war eine US-amerikanische Jazz- und Popsängerin.

## Biografie
Nachdem Harper Tanzunterricht bei Maceo Anderson hatte, wirkte sie bereits als Kind in der Truppe des Choreographen Nick Castle in Christmas Follies mit, das 1945 im Wilshire Ebell Theatre von Los Angeles aufgeführt wurde. In dieser Zeit trat sie auch mit Herb Jeffries und Cab Calloway auf. 1946 nahm sie für Columbia den Song Candy Store Blues auf, der 1948 in die R&B-Charts gelangte und mit der Platin-Schallplatte ausgezeichnet wurde. 1949 wirkte sie in dem Musikfilm Make Believe Ballroom mit und trat in Toast of the Town (dem Vorläufer der Ed Sullivan Show) auf, letztmals 1950. Nach ihrem Erfolg als Kinderstar nahm sie im Januar 1952 mit dem Harry James Orchester eine 78er für Columbia auf (Blacksmith Blues/Don't Send Me Home); im Dezember 1955 entstand ihr Debütalbum Toni – Toni Harper Sings für Verve auf, bei dem sie vom Oscar Peterson Trio mit Herb Ellis und Ray Brown begleitet wurde. Ihr Songmaterial bestand aus Jazzstandards wie You Don't Know What Love Is, Love for Sale, Singin’ in the Rain oder Gone with the Wind. Norman Granz organisierte 1956 noch eine weitere Aufnahmesession mit dem Orchester von Buddy Bregman; es entstand jedoch nicht genug Material für ein ganzes Album.
Harper spielte dann für RCA Victor noch zwei weitere Alben ein, Lady Lonely (1959) und Night Mood (1962) im Easy-Listening-Stil mit dem Marty Paich Orchester, letztere mit Bud Shank und Art Pepper als Solisten. 1963 tourte sie mit Cannonball Adderley in Japan und trat in dem Film How to Stuff a Wild Bikini (1965) auf. 1965 spielte sie noch die Pop-Single As Time Goes By/Never Trust a Stranger ein, die bei GNP Crescendo erschien. Da ihr Erfolg in der Zeit des Booms von Pop- und Rockmusik nachließ, zog sie sich 1966 mit 29 Jahren aus dem Musikgeschäft zurück, beschäftigte sich mit Yoga sowie  Buddhismus und betätigte sich als Bildende Künstlerin.
Nach Ansicht von Marc Myers erinnert Harper stilistisch an Sarah Vaughan.